# Projekt Revolution
Projekt Revolution bylo každoroční turné v čele s Linkin Park, které se původně konalo ve Spojených státech, ale v roce 2007 se dostalo na mezinárodní scénu se zastávkou v Torontu a o rok později s koncerty v Evropě. Cílem turné bylo spojit umělce a fanoušky rocku a hip-hopu.
Nejznámějšími umělci, co se na koncertech představili, byli například, Cypress Hill, Mudvayne, Xzibit, Korn, Snoop Dogg, The Used, My Chemical Romance, Taking Back Sunday, HIM, Placebo, Mindless Self Indulgence a Chris Cornell.

## Historie

### Projekt Revolution 2002
19 koncertů v období od 29. ledna do 24. února 2002.
- Hlavní pódium
  - Linkin Park
  - Cypress Hill
  - Adema
  - DJ Z-Trip

### Projekt Revolution 2003
16 koncertů mezi 9. a 26. dubnem 2003.
- Hlavní pódium
  - Linkin Park
  - Mudvayne
  - Xzibit
  - Blindside

### Projekt Revolution 2004
32 koncertů v období od 23. července do 5. září 2004.
V roce 2004 se turné konalo na dvou pódiích, na hlavním pódiu a Revolution stage. Také mu o něco méně dominoval hip-hop.
- Hlavní pódium
  - Linkin Park
  - Korn
  - Snoop Dogg
  - The Used
  - Less Than Jake

- Revolution stage
  - Ghostface Killah
  - Funeral for a Friend
  - Downset
  - M.O.P.
  - Mike V. and The Rats
  - Instruction
  - No Warning
  - Autopilot Off

### Projekt Revolution 2007
29 koncertů od 25. července do 3. září 2007.
- Hlavní pódium
  - Linkin Park
  - My Chemical Romance
  - Taking Back Sunday
  - HIM
  - Placebo
  - Julien-K

- Revolution stage
  - Mindless Self Indulgence
  - Saosin
  - The Bled
  - Styles of Beyond
  - Madina Lake

### Projekt Revolution 2008
Linkin Park oznámili, že v létě plánují uspořádat další ročník turné. Bude to poprvé, co turné opustí americký kontinent.

#### Evropa
- 21. června 2008 – Reitstadion Riem, Mnichov, Německo
  - Linkin Park
  - HIM
  - N*E*R*D
  - The Used
  - The Blackout

- 27. června 2008 – Waldbühne, Berlín, Německo
  - Linkin Park
  - HIM
  - N*E*R*D

- 28. června 2008 – LTU Arena, Düsseldorf, Německo
  - Linkin Park
  - HIM
  - N*E*R*D
  - The Used
  - The Bravery
  - Innerpartysystem

- 29. června 2008 – National Bowl, Milton Keynes, Anglie
  - Linkin Park
  - Jay-Z
  - Pendulum
  - N*E*R*D
  - Enter Shikari
  - The Bravery[2]
  - Innerpartysystem

#### USA
- Hlavní pódium[3]
  - Linkin Park
  - Chris Cornell
  - The Bravery
  - Busta Rhymes[4]
  - Ashes Divide
  - Street Drum Corps
- Revolution Stage
  - Atreyu
  - 10 Years
  - Hawthorne Heights
  - Armor for Sleep

### Projekt Revolution 2011

#### Hudebníci
- Linkin Park
- Dredg
- Middle Class Rut

#### Koncerty
- 16. června 2011 - Kaisaniemi Park, Helsinky, Finsko s Die Antwoord

- 18. června 2011 - Festwiese, Lipsko, Německo s Guano Apes a Anberlin

- 19. června 2011 - Hessentagsarena, Oberursel, Německo s Anberlin a Die Antwoord

- 25. června 2011 - Messegelände München Riem, Mnichov, Německo s Guano Apes a Anberlin